# Santos Inocentes
Santos Inocentes est un groupe de rock industriel argentin, originaire de Buenos Aires.

## Biographie
Santos Inocentes est formé en 1991 par Andrés Alberti (claviers) et Raúl Cariola (chant). Ils sont rejoints par Andy Dussel (basse) et Gustavo Zavala (batterie) et donnent leur premier concert sous le nom de Santos, qui change pour Santos Inocentes pour leur deuxième concert. Après avoir donné quelques concerts avec cette formation, le groupe recrute Oscar Cariola à la guitare et Emanuel Cauvet en remplacement de Gustavo Zavala à la batterie. En 1993, ils jouent dans divers lieux de la ville de Buenos Aires.
En 1997, Emanuel Cauvet quitte le groupe, et est remplacé par Ezequiel Dasso. La même année, Santos Inocentes joue en soutien à Soda Stereo lors du concert d'adieu de ce groupe à l'Estadio de River. L'année suivante, ils sortent leur premier album studio, intitulé Emporio bizarro avec à la production Tweety González. Les singles de l'album incluent Desaparecedor, Microman et Santadelica. Toujours en 1998, ils ouvrent pour le groupe nord-américain Green Day au Parque Sarmiento.
En 2000, ils enregistrent leur deuxième et dernier album, Megatón. Le seul single qui en est extrait est Rockstar. En 2001, les frères Cariola quittent le groupe, et sont remplacés par Maxi Castro (guitare) et Axel Báez (voix). Deux ans plus tard, Dasso laisse sa place à Julian Semprini. En 2004, le groupe se sépare, les membres passant à leurs projets parallèles. Raúl et Osko forment 202 (qui revisitera les classiques de Santos Inocentes,), Andrés forme Mole avec son frère Charly Alberti, Ezequiel Dasso, Andres Dussel et Axel Baéz forme Bonsur.

## Membres
- Raúl Cariola (Mr Pop) - chant
- Oscar Cariola (Osko) - guitare
- Andy Alberti - guitare, claviers
- Andrés Dussel - basse, violon
- Ezequiel Dasso - batterie

## Discographie

### Albums studio
- 1998 : Emporio Bizarro
- 2000 : Megatón

### EP
- 1995 : Santadélica